# Лaптон (Мичиген)
Лаптон (енгл. Lupton) насељено је место без административног статуса у америчкој савезној држави Мичиген.

## Демографија
По попису из 2010. године број становника је 348.
| Група             | 2000.    | 2010.       |
| Белци             | 0 (0,0%) | 338 (97,1%) |
| Афроамериканци    | 0 (0,0%) | 0 (0,0%)    |
| Азијати           | 0 (0,0%) | 1 (0,3%)    |
| Хиспаноамериканци | 0 (0,0%) | 4 (1,1%)    |
| Укупно            | 0        | 348         |